# Хуснија Фазлић
Хуснија Фазлић (Козарац, 3. јануар 1943 — Бремен, 6. октобар 2022) био је југословенски и босанскохерцеговачки фудбалер и тренер.

## Биографија
Фазлић је почео да тренира фудбал у Братству из Козарца и већ са 16 година је заиграо за прву екипу. Када се преселио у Бања Луку, прво је наступао за БСК, да би прешао у Борац 1963. године. Тадашња генерација Борца, у којој је Фазлић био један од најбољих играча, увела је клуб у прву југословенску лигу. У сезони када је Борац играо у првој лиги, Фазлић је био други стрелац лиге, одмах иза Данила Попиводе. Остао је у Борцу до 1974. године.
Од 1974. па до 1976. године, Фазлић је носио дрес немачког Сарбрикена, у којем је био најбољи стрелац. Редовно је тресао противничке мреже, али га је тешка повреда спречила да остави још већи траг у немачком фудбалу.
Тренерски посао је почео у Борцу, са којим је као тренер прошао све селекције, а круна тренерског посла му је било освајање Купа Југославије са Борцем 1988. године. Победили су у финалу купа са 1:0 Црвену звезду на стадиону ЈНА.
У акцији бањалучких новина Глас Српске одржаној 2006. године, некадашњи тренери, играчи и људи који су цели век провели уз Борац изабрали су „Идеалну једанаесторицу“ Борца и међу њима је био Фазлић.
Преминуо је 6. октобра 2022. године у Бремену.

## Трофеји
Борац Бања Лука
- Куп Југославије: 1988. (као тренер)